# Jamil el-Oulchi
 (juin 2020).
Si vous disposez d'ouvrages ou d'articles de référence ou si vous connaissez des sites web de qualité traitant du thème abordé ici, merci de compléter l'article en donnant les références utiles à sa vérifiabilité et en les liant à la section « Notes et références ».
Jamil el-Oulchi (en arabe : جميل الألشي / Jamīl al-Ulšī), né le 17 janvier 1883 à Damas (Empire ottoman) et mort le 25 mars 1951 dans la même ville, est un homme d'État syrien, président de la République (du 17 au 25 mars 1943) pendant l'ère du mandat français en Syrie.

## Biographie
Né à Damas en 1883, il suit ses études à l'académie militaire ottomane d'Istanbul.
Il déserte l'armée ottomane et rejoint la révolte arabe conduite par le Chérif Hussein ibn Ali.
Pendant la Seconde Guerre mondiale, il faisait partie d'un comité de six hommes qui était chargé du pouvoir exécutif dans le pays. À la proclamation du Royaume de Syrie par le roi Fayçal, il devient conseiller du roi.
Le royaume est aboli en 1920, à la suite des accords Sykes-Picot, le roi Fayçal est chassé, et la France applique son mandat dans le pays.
Oulchi a participé à plusieurs gouvernements syriens pro-français, en occupant plusieurs postes dans le gouvernement. Il est devenu premier ministre temporaire le 6 septembre 1920.
Il gagne rapidement une réputation d'homme de main des Français, tout en étant accusé de népotisme en nommant plusieurs membres de sa famille à des postes élevés.
De graves révoltes menées par des nationalistes syriens éclatent dans le pays, Oulchi qui ne s'est pas opposé aux méthodes de répression des Français devient impopulaire.
Le 30 novembre 1920, il est contraint à la démission.
Il fait son retour en politique lorsque son ami, le premier ministre Tajeddine el-Hassani, le nomme ministre des finances, poste qu'il exerce jusqu'en août 1930.
Par la suite, il devient le conseiller politique du président Hasani, il lui donne des conseils pour la formation d'un gouvernement en janvier 1943. Mais Hasani meurt peu après, et Oulchi le remplace, devenant Président de la République et Premier ministre. Mais encore une fois, il devient vite impopulaire, en augmentant fortement les impôts sur ordre du gouvernement français. Devant son impopularité, il décide de quitter ses fonctions et de prendre sa retraite.  
Il est initié en franc-maçonnerie au début du XXe siècle à la loge Kayssoun No 506 à Damas sous juridiction de la Grande Loge de France. 